# Olympe Gevin-Cassal
Olympe Gevin-Cassal, née Marie Jeanne Mélanie Olympe Petit, le 27 août 1859 à Bâle, en Suisse, et morte le 2 avril 1945 à Clamart, est une femme de lettres, une fonctionnaire et une féministe française qui se consacra à la protection de la petite enfance.

## Biographie
Elle est née à Bâle de Jean Petit et d'Anna-Magdalena Cassal. Sa mère est d'origine alsacienne. Son père, notaire républicain de la révolution de 1848 opposé au coup d'État du 2 décembre 1851, a été exilé en Suisse. Elle se retrouve orpheline jeune, après avoir été formée comme un garçon. Elle est élevée dans un pensionnat religieux. Elle se marie à 19 ans, en octobre 1878, à Hampstead en Angleterre, avec Louis-Charles Gevin, et se retrouve mère de quatre enfants. Ils résident à Amsterdam, Belfort, Dijon, puis en région parisienne à Issy-les-Moulineaux. Elle doit suppléer à son époux, artiste peintre, dépressif jusqu’à l’agressivité. Elle bénéficie de l'aide de Judith Gautier, de la famille Reclus et de Félix Nadar. C’est à eux et à un certain talent d'écriture qu’elle doit son entrée à la Société des gens de lettres. Les contraintes financières l'obligent toutefois à chercher un emploi et la conduise vers une administration qui embauche des femmes sans diplôme, l'Assistance publique de Paris. Elle adjoint au nom de son mari celui de sa mère,.
Attachée à cet emploi qui lui donne un ancrage dans la vie sociale au-delà de son rôle de mère, elle commence comme visiteuse de l’Assistance publique. Les gouvernements de l'époque cherchent après la défaite de 1870 à favoriser la natalité, à lutter contre la mortalité infantile, à améliorer la santé des enfants. La famille est sacralisée par l’État. Au gré des évolutions politiques, une méfiance apparaît à propos des institutions religieuses, actives dans ce domaine. Des notions nouvelles d'assistance et de solidarité émergent, laïques et publiques,.
Elle-même femme de gauche anticléricale, Olympe Gevin-Cassal côtoie des femmes défavorisées et démunies qui recherchent de l'aide. Elle se montre critique contre les institutions religieuses présentes sur le terrain, telle la congrégation de Notre-Dame de Charité du Bon-Pasteur. Elle s'efforce de mobiliser les pouvoirs publics, d'imposer les consultations prénatales, de développer l’allaitement maternel, de favoriser la création de  crèches et d'espaces éducatifs pour l’enfant et de structures d'appuis pédagogiques pour les mères. Elle contribue à faire émerger une véritable politique de la petite enfance sous cette Troisième République. Elle met également sa plume de femme de lettres au service de ses convictions et de son militantisme, participant à des périodiques, tels La Fronde de Marguerite Durand, Le Signal de Genève d'Édouard Claparède, ou Le Volume de Jules Payot. Elle publie des ouvrages, tel La fraternité en action, en 1904, consacré  à la Société de l’Allaitement maternel et des Refuges-Ouvroirs pour les femmes enceintes, créée par Madame Béquet de Vienne avec l'appui du Conseil municipal de Paris. Elle adhère également, sous l'insistance de Sarah Monod, au Conseil national des femmes françaises. Elle finit sa carrière comme inspectrice générale de l’enfance,.
Son mari meurt en 1910. Désormais installée à Clamart, elle y reçoit, entre autres, Léon Bourgeois, Lucien Descaves, Clémence Royer, Pauline Kergomard et Anatole France. Bien qu'elle veille à rester indépendante de tout parti, ses propositions se transforment quelquefois en lois avec la loi du 17 juin 1913 ouvrant le droit à un repos de 6 semaines après l'accouchement aux mères ouvrières (disposition qui sera élargie ultérieurement à toutes les salariées) et la loi de 1917 favorisant l'allaitement maternel sur les lieux de travail. Dans l'entre-deux-guerres, elle fait l'apologie des camps de vacances et des colonies de vacances.
Elle est également l'auteure d'ouvrages reconnus sur les légendes en Alsace.
La bibliothèque Marguerite Durand possède un important ensemble de correspondances adressées à Olympe Gevin-Cassal par des amies ou des femmes de son entourage professionnel : Gabrielle Reval, Juliette Adam, Manoël de Grandfort et sa fille Jeanne Marni, George de Peyrebrune (dont Olympe Gevin-Cassal fut l'exécutrice testamentaire) et Marie Béquet de Vienne. Cet ensemble a été donné à la bibliothèque par Geneviève Lefort, petite-fille d'Olympe Gevin-Cassal.

## Principales publications
- Souvenirs du Sundgau : récits de la Haute Alsace ..., 1892.

- Prix Maillé-Latour-Landry de l’Académie française
- Récits d'une maman, 5 éditions entre 1892 et 1895.
- La Quenouille enchantée, 3 éditions entre 1892 et 1893.
- Mauviette chérie, 1895, illustré par André Slomszynski.
- Nany : histoire d'une petite fille,1895.
- Histoire d'un petit exilé, illustrée par Georges Tiret-Bognet, 1896, réédition en 1905
- La fraternité en action, 1904.
- Les Tulipes merveilleuses, 1911.
- La Pièce d'or de Nina, 1911.
- Légendes d'Alsace, 6 éditions entre 1917 et 1998.
- Légendes d'Alsace, illustrées par Albert Robida, 5 éditions entre 1948 et 1956.